# Chthonius azerbaidzhanus
Espèce
Chthonius azerbaidzhanus est une espèce de pseudoscorpions de la famille des Chthoniidae.

## Distribution
Cette espèce est endémique d'Azerbaïdjan. Elle se rencontre vers Şamaxı.

## Étymologie
Son nom d'espèce lui a été donné en référence au lieu de sa découverte, l'Azerbaïdjan.

## Publication originale
- Schawaller & Dashdamirov, 1988 : Pseudoskorpione aus dem Kaukasus, Teil 2 (Arachnida). Stuttgarter Beiträge zur Naturkunde, sér. A, vol. 415, p. 1-51 (texte intégral).